# Ísleifur Gissurarson
Ísleifur Gissurarson (ur. 1006, zm. 5 lipca 1080 w Skálholt) – islandzki duchowny katolicki, pierwszy biskup Islandii po przyjęciu przez ten kraj chrześcijaństwa w 1000 r., założyciel diecezji Skálholtu. 
Jego rodzicami byli Gissur Teitsson z klanu Mosfellingar oraz Thórdís Thóroddsdóttir. Po studiach w Herford w Niemczech, został mianowany biskupem Islandii przez arcybiskupa Hamburga, Adalberta w 1056. Na swoją siedzibę obrał rodzinne Skálholt, gdzie otworzył także szkołę. Jednym z jego uczniów był Jón Ögmundarson, który został pierwszym biskupem Hólaru. Ísleifur pełnił biskupią służbę przez 24 lata, do śmierci. Jego żoną była Dalla Thorvaldsdóttir i miał z nią trzech synów – Thorvaldura, Teitura i Gissura, który przejął po ojcu biskupstwo. 